# Parechu
Der Parechu (auch Pare Chu) ist ein linker Nebenfluss des Spiti im indischen Bundesstaat Himachal Pradesh und Unionsterritorium Ladakh sowie im autonomen Gebiet Tibet (Volksrepublik China).
Der Parechu entsteht am Gletschermaul des Parunggletschers im Norden von Spiti. Der Fluss wird von mehreren Gletschern gespeist. Er fließt anfangs in nordöstlicher Richtung nach Ladakh und weiter nach Tibet. Dort durchschneidet er die Gebirgskämme des Westhimalaya und wendet sich wieder nach Süden und Südwesten. Der Parechu überquert etwa 10 km vor seiner Mündung die Grenze wieder nach Indien. Er mündet schließlich nach insgesamt 150 km bei Sumdo in den Spiti.
Im Sommer 2004 staute sich der Parechu 35 km oberhalb der indischen Grenze durch einen Erdrutsch zu einem 230 Hektar großen See auf. Im darauffolgenden Sommer erodierte der Fluss den natürlichen Damm wieder. Es kam zu keinem größeren Flutereignis in den abstrom gelegenen Gebieten.